# George Duncan
George Duncan, född 16 september 1887, död 15 januari 1964  i Oldmeldrum i Aberdeenshire, var en skotsk golfspelare. 
Duncan kom trea i The Open Championship 1910 men vann tävlingen 1921 på Royal Cinque Ports Golf Club i Deal i England med 303 slag efter att ha gått på 80 slag den första rundan.
Han deltog 1924 för Storbritannien i föregångaren till Ryder Cup där han tillsammans med Abe Mitchell besegrade amerikanerna Walter Hagen och Macdonald Smith. Han deltog även 1926 på Wentworth som Storbritannien vann men den matchen ogiltigförklarades eftersom det visade sig att amerikanerna hade ställt upp med fem spelare som inte var födda i USA. Efter den tävlingen föreslog Duncan för grundaren Samuel Ryder att tävlingen skulle vara återkommande.
Duncan spelade för Storbritanniens lag i 1927, 1929 och 1931 års Ryder Cup. 1929 var han lagledare.
Han var tillsammans med Walter Hagen en av de spelare som bidrog till att statusen för proffsspelarna höjdes. På den tiden hade amatörspelarna högre status och proffsen fick till exempel inte använda klubbarnas omklädningsrum. När Hagen och Duncan blev inbjudna till French Open så hotade de med att bojkotta tävlingen om inte proffsen fick komma in i omklädningsrummen. Eftersom arrangörerna ville ha spelare av deras dignitet så gav de efter för kraven. Duncan vann tävlingen 1926 på 299 slag.
Duncan arbetade även som banarkitekt.